# Uli Vos
Uli Vos (* 2. September 1946 in Mönchengladbach; † 1. Dezember 2017 ebenda) war ein deutscher Hockeyspieler und Olympiasieger.

## Karriere
Vos spielte für den Gladbacher HTC und wurde mit diesem Verein 1966 Hallen- und Feldhockeymeister. 1967 konnte der Titel im Feldhockey erfolgreich verteidigt werden.
1966 debütierte der Mittelfeldspieler in der deutschen Hockeynationalmannschaft. Bei den Olympischen Spielen 1968 belegte die Mannschaft den vierten Platz, nachdem das Spiel um Bronze gegen Indien mit 1:2 verloren gegangen war. Nach dem Europameistertitel 1970 nahm Vos 1971 an der ersten Weltmeisterschaft in Barcelona teil und wurde mit der deutschen Mannschaft Fünfter. Ein Jahr später standen die Deutschen dem Weltmeister Pakistan im Endspiel der Olympischen Spiele 1972 in München gegenüber. Die Deutschen gewannen vor heimischem Publikum durch ein Tor von Michael Krause mit 1:0.
Für den Gewinn der Goldmedaille bei der Olympiade in München erhielt er am 11. September 1972 das Silberne Lorbeerblatt.
In den kommenden Jahren war die deutsche Hockeymannschaft recht erfolgreich. Der Bronzemedaille bei der Weltmeisterschaft 1973 folgte der Halleneuropameistertitel 1974 und der Vizeeuropameistertitel 1974 im Feldhockey. Bei der Weltmeisterschaft 1975 gewann die deutsche Mannschaft erneut Bronze. 1976 wurde das Team erneut Halleneuropameister. Eher enttäuschend verliefen die Olympischen Spiele 1976, die deutsche Mannschaft belegte nur den fünften Platz. Im Winter 1976/1977 wurde Vos vom neuen Trainer Klaus Kleiter aus der deutschen Nationalmannschaft ausgebootet, da Kleiter einen Neuaufbau für 1980 starten wollte. Nach 150 Länderspielen, mit denen er Carsten Keller als Rekordnationalspieler abgelöst hatte, endete für Vos die internationale Karriere.